# Drašković (famiglia)
I Drašković sono una nobile famiglia croata, probabilmente discendente dall'antica nobile tribù croata di Kršelac, o Mogorović.
Non ci sono dati affidabili su di loro prima del XV secolo. La prima informazione attendibile è fornita da tre documenti scritti in alfabeto glagolitico nel 1490 (che menzionano "35 nobili della famiglia Drašković"), conservati presso l'Archivio Nazionale di Budapest. Nel XV secolo, possedevano una tenuta a Donje Zazično (l'odierna Donje Pazarište) nella parrocchia di Buška e intorno a Knin, motivo per cui Bartol, che diede inizio alla linea nobile della famiglia, era citato in un documento del 1520 come "Kninjanin" ("originario di Knin").
Nella prima metà del XVI secolo, a causa della minaccia turca, Bartol lasciò Zazično e si trasferì nella valle del fiume Kupa. Fu padre del cardinale Juraj I Gašpar che fu fatto barone nel 1567 e donò il castello di Trakošćan nel 1569. Successivamente, i membri della famiglia furono chiamati "Trakošćanski" ("da o di Trakošćan"). La famiglia Drašković occupò anche il castello di Klenovnik, il più grande della Croazia, prima di ristrutturare Trakošćan a metà del XIX secolo. Klenovnik è ancora un ospedale.

## Membri di rilievo
Dal XVI al XIX secolo, diversi membri della famiglia divennero famosi in Croazia come politici, capi dell'esercito e dignitari religiosi.
- Juraj II Drašković (1525-1585) fu addestrato per il sacerdozio a Cracovia, Vienna, Bologna e Roma. Ha fatto una buona carriera come dignitario religioso e ha notevolmente ampliato le sue fortune familiari. Nel 1557 fu nominato vescovo di Pécs e, nel 1563, di Zagabria. A partire dal 1576, era il divieto croato (viceré). Alla fine della sua vita, fu nominato cardinale. Ha lasciato diversi trattati, oltre a una serie di sermoni e discorsi in manoscritto.
- Ivan I Drašković, fratello minore di Juraj, fu comandante delle forze croate e ungheresi sotto il comando supremo di Nikola Šubić Zrinski difendendo Szigetvár dai Turchi nel 1566. Ivan II Drašković era un nipote di Juraj e Ivan I, sua madre era Catherine Székely, difese Turopolje dai Turchi nel 1570. Fu il Ban della Croazia tra il 1595 e il 1608.
- Ivan III Drašković (1603-1648) ha studiato filosofia a Graz e legge a Bologna. Nel 1640, divenne il viceré croato (divieto). Condusse battaglie vittoriose contro i turchi, motivo per cui fu chiamato "difensore croato". Nell'assemblea tenutasi nel 1646 a Požun, fu nominato il più alto dignitario nazionale ungherese. Era l'unico croato ad avere questo onore durante la dominazione degli Asburgo.
- Ivan V Drašković fu Ban of Croatia dal 17 febbraio 1732 alla sua morte il 4 gennaio 1733.
- Josip Kazimir Drašković, generale, era figlio di Ban Ivan V Drašković. Il suo matrimonio con una nobildonna di bassa ascendenza ferì la sua brillante carriera militare e rese impossibile per lui avanzare come un divieto. Ha giocato un ruolo particolarmente importante nella guerra dei sette anni (1756-1763).
- Janko Drašković (1770-1856), fu un riformatore e politico nazionale. Era molto educato e persino considerato come la persona più istruita in Croazia all'inizio del XVIII secolo. Il suo pezzo più noto è Disertacija o "Tractate", pubblicato a Karlovac nel 1832. Era il primo opuscolo politico scritto in dialetto di Štokavian. Disertacija è il programma politico, economico e culturale del movimento illirico. Nel 1842, tenne un discorso programmatico in occasione dell'istituzione di Matica ilirska (la società locale culturale ed editoriale), come suo primo presidente. Ha dedicato tutta la sua energia alla sua attività politica e alla battaglia contro i pro-ungheresi. La sua Disertacija fu tradotta in tedesco nel 1834. Scrisse anche poesie.
- Juraj V Drašković, come maggiore generale, ha combattuto con Radetzky, e in seguito anche con Ban Jelačić. Era un deputato e uno dei fondatori dell'allora Accademia Jugoslava delle scienze e delle arti. Ha iniziato a realizzare callotipi già nel 1848, la sua collezione è una delle prime e meglio conservate del suo genere nel paese.
- Karlo Dragutin Drašković (1873-1900) era un fotografo dilettante. Dopo aver terminato il liceo a Zagabria, ha studiato legge e tecnologia a Budapest. Si dedicò alla fotografia nel 1892. Nel 1895 divenne membro del Wiener Camera Club. Ci sono diverse centinaia di suoi negativi, stampe e diapositive conservati dal periodo 1894-1899. Particolarmente interessanti sono quelli che registrano movimenti veloci. Era uno dei fotografi dilettanti del diciannovesimo secolo più pronunciati.
- Julijana Drašković (1847-1901), i suoi dipinti oggi si possono trovare soprattutto a Trakošćan. Insieme ai suoi fratelli Rudolf e Stjepan e al figlio Karlo, era anche impegnata nella fotografia amatoriale.
- Maria Drašković di Trakošćan (1904-1969) fu la prima moglie di Albrecht, duca di Baviera, capo della casata di Wittelsbach e pretendente al regno di Baviera dal 1955 al 1996, nonché il pretendente jacobita ai troni d'Inghilterra, Scozia, Irlanda e Francia. Era la madre dei duchi Franz e Max.